# متلازمة هيشت سكوت
متلازمة هيشت سكوت (المعروفة أيضًا باسم متلازمة لاتنسج الشظية–وانعطاف قصبة الساق–مع ارتفاق الأصابع الناقص) مرض وراثي نادر يسبب تشوه خلقي في تشكل الأطراف. المظهر الرئيسي للمرض هو لاتنسج أو نقص تنسج عظام الأطراف (بشكل خاص الشظية أو قصبة الساق). تبلغ نسبة الإصابة به أقل من 1 لكل 1,000,000 طفل حديث الولادة. يعد أكثر شيوعًا بين الذكور. شُخص لأول مرة في عام 2005 من قبل كورتنز وآخرين. وضف كورتنز التشوهات في حالة كانت بين يديه بالإضافة إلى أربع حالات أخرى وصفت في الدوريات العلمية.

## العلامات والأعراض
تؤثر متلازمة هيشت سكوت على قصبة الساق والشظية. تشمل الأعراض الجسدية الشائعة قصر الساق، وقصر وتشوه الكاحل والقدم، وغياب أصابع القدمين مع انحناء قصبة الساق. من الأعراض الجسدية الأخرى ارتفاق أصابع اليد الناقص. ترتبط متلازمة هيشت سكوت أيضًا بالمراضات والوفيات النفسية والاجتماعية. لهذا السبب، يعد كل من التشخيص والعلاج المبكر للمتلازمة أمرًا أساسيًا. يمكن أن يكشف الفحص قبل الولادة ما إذا كان الطفل مصابًا بمتلازمة هيشت سكوت عبر ملاحظة وجود تشوهات في الهيكل العظمي.

## علم الوراثة
دبليو إن تي 7 إيه هو جين من عائلة دبليو إن تي. تتألف هذه العائلة من جينات مرتبطة بنيويًا. تسبب الطفرات في دبليو إن تي 7 إيه مجموعة من الأمراض المرتبطة بتشوهات الأطراف. تشمل هذه الأمراض متلازمة فورمان ومتلازمة تفقم أطراف العوضي/راس-روثسشيلد/سكينزل. مع ذلك، في متلازمة هيشت سكوت، لا توجد طفرة في جين دبليو إن تي 7 إيه. بالإضافة إلى ذلك، تبين وجود عنقود من جينات العلبة المثلية دي على الكروموسوم 2 يشارك في نمو الأطراف. لا يوجد دليل على أن الطفرات في هذه الجينات هي سبب متلازمة هيشت سكوت. بالإضافة إلى ذلك، لا يكون الإنذار واضحًا حتى مع وجود الطفرة التي تشير إلى الإصابة بمتلازمة هيشت سكوت، ولكن، بسبب الانتشار الكبير لهذا المرض عند الذكور، اقترح كل من هيشت وسكوت أن للمرض «جين جسدي سائد مع تناقص النفوذية أو تزيق الغدد التناسلية». عرّف إيفانز وآخرون أيضًا متلازمة هيشت سكوت على أنها «اضطراب متغاير ذو وراثة سائدة».
غالبًا ما يتم الخلط بين متلازمة هيشت سكوت ومتلازمة فورمان. مع ذلك، في حالة متلازمة فورمان، توجد طفرة متماثلة الزيجوت في جين دبليو إن تي 7 إيه. بالإضافة إلى ذلك، يعاني مرضى متلازمة فورمان من تشوهات في الحوض والفخذ.

## العلاج
لا يوجد طريقة للوقاية من متلازمة هيشت سكوت بسبب عدم فهم السبب الواضح للمرض. مع ذلك، يمكن علاج هذا المرض بعدة طرق. تشمل:
- استخدام أدوات التقويم
- جراحة تطويل الأطراف
- جراحة تثبيت المشاشة
- البتر المبكر
- الجراحة الترقيعية

أُبلغ عن نتائج إيجابية بعد إجراء بتر سايم.

## تاريخ
وُصفت متلازمة هيشت سكوت لأول مرة في الأدبيات عام 1981 من قبل جاكلين تي. هيشت وتشارلز آي. سكوت الابن. حددا الأعراض لدى كل من الذكور والإناث. اقترح كل من هيشت وسكوت وجود عوامل وراثية، إذ ظهرت نفس الأعراض لدى أنصاف الأشقاء. عملا على حصر هذا التعريف ليصبح «جين جسدي سائد طافر مع تناقص النفوذية أو تزيق الغدد التناسلية لدى الأم».
نشر كورتنز وآخرون النتائج التي توصلوا إليها لأول مرة عن متلازمة لاتنسج الشظية وانعطاف قصبة الساق مع ارتفاق الأصابع الناقص في عام 2005 في المجلة الأمريكية للوراثة الطبية. وصفوا حالة ذكر حديث الولادة مصاب بأعراض مشابهة لما هو موصوف في دورية هيشت وسكوت وأربع حالات أخرى. كانت المظاهر المشتركة بين جميع الدوريات الخمسة هي اللاتنسج الشظوي وانعطاف قصبة الساق وارتفاق الأصابع الناقص. بعد ذلك، اقترح كورتنز وآخرون أن يُطلق على هذا المرض اسم متلازمة لاتنسج الشظية–وانعطاف قصبة الساق–مع ارتفاق الأصابع الناقص. سمي أيضًا متلازمة هيشت سكوت نسبةً لمؤلفي المقالة الأصلية التي وصفت المرض.

## حالات

### الحالة الأولى (جاكلين تي. هيشت وتشارلز آي. سكوت الابن، 1981)
ولد ذكر قوقازي لامرأة تبلغ من العمر 16 عامًا ورجل يبلغ من العمر 19 عامًا في عام 1974. لم يكن الثنائي متزوجين ولا قريبين. لم تحدث أي مضاعفات في فترة الحمل وفي أثناء عملية الولادة. تم تحديد تشوهات الأطراف عند الولادة:
- غياب الأيدي
- غياب القدم اليمنى
- غياب الساق اليسرى من الجهة الوحشية للركبة

لم تكن صور الأشعة السينية واضحة؛ مع ذلك، كشفت التقارير ما يلي:
- غياب اليدين ثنائي الجانب من الجهة الوحشية للكعبرة والزند
- غياب القدم اليمنى من الجهة الوحشية لقصبة الساق والشظية
- غياب الساق اليسرى من الجهة الوحشية للمشاشة الفخذية

أصيب المولود الجديد أيضًا بمرض القلب الزراقي وتوفي بعد 11 يومًا.

### الحالة الثانية (جاكلين تي. هيشت وتشارلز آي. سكوت الابن، 1981)
ولدت أنثى قوقازية تبلغ من العمر 5 أشهر لامرأة تبلغ من العمر 21 عامًا وأب يبلغ من العمر 18 عامًا. كان الثنائي متزوجين وغير قريبين. على عكس الحالة الأولى، كان الحمل معقدًا، فحدثت حالة استسقاء شديدة في أثناء الشهرين الخامس والسادس. في الشهر السادس من الحمل، ازداد النزف بشكل ملحوظ. بعد أربعة أيام من الولادة، شُخصت متلازمة الضائقة التنفسية لدى الرضع لكنها عولجت. تم تحديد تشوهات الأطراف على الفور:
- غياب اليد اليمنى
- انقباض النسيج الرخو في الساعد الأيمن
- ارتفاق أصابع الساعد الأيسر (كل إصبعين معًا)
- انحناء أمامي ثنائي الجانب
- ارتفاق الأصابع الناقص ثنائي الجانب في القدم

خلال 9 أشهر، نمت الرضيعة بشكل جيد وطبيعي بالنسبة لسنها. لم يكشف تاريخ العائلة عن أي علامات تشير إلى تشوه في الهيكل العظمي.